# Fundación Juan March

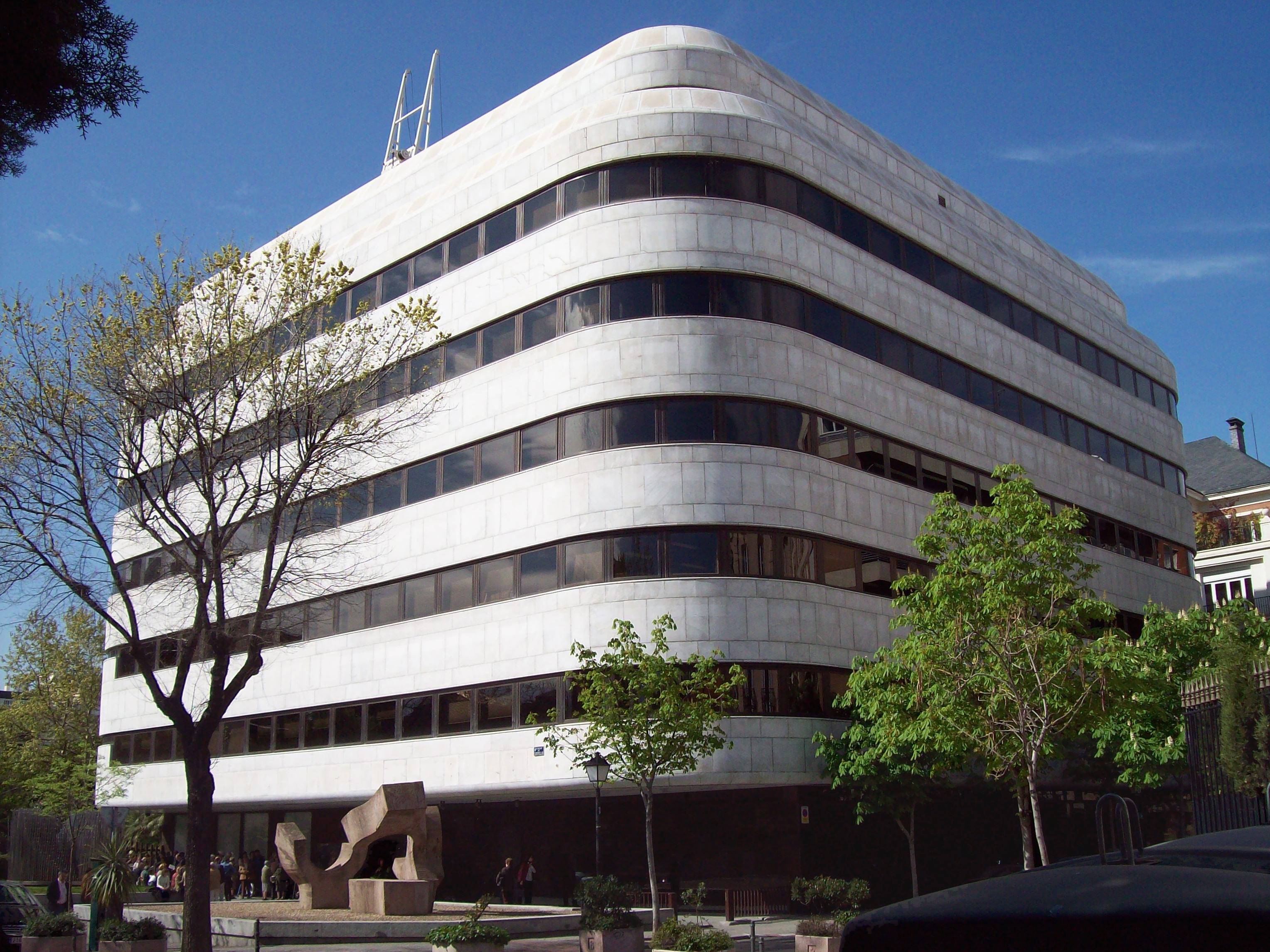
Sitz der Stiftung in Madrid

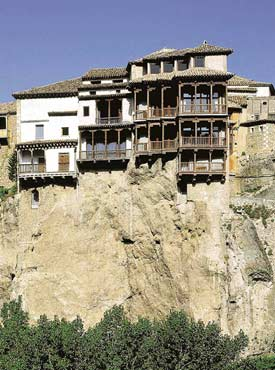
Museo de Arte Abstracto Español in Cuenca

Die Fundación Juan March ist eine spanische Stiftung zur Förderung von Kultur und Wissenschaft in Spanien. Sie wurde 1955 vom Unternehmer Juan March Ordinas gegründet.

## Einrichtungen
Die Stiftung verfügt unter anderem über folgende Einrichtungen:
- Das 1975 erbaute Stammhaus in Madrid. Es bietet Besuchenden kostenlosen Eintritt und Zugang zur Ausstellung und zur Bibliothek.[5]
- Die wissenschaftliche Bibliothek für Geistes- und Sozialwissenschaften und Kunst mit den Sammlungen:[6]
  - Zeitgenössische Kunst und kuratorische Studien und Praktiken;
  - Zeitgenössische spanische Musik;
  - Illusionskunst;
  - Bibliothek Julio Cortázar;
  - Archiv der Transition in Spanien.
- Die kleine Bibliothek im Innenhof, die die alltäglichen Besucher zum Verweilen und zur Lektüre einlädt.[7]
- Das Museo de Arte Abstracto Español in Cuenca.[8]
- Das Museu Fundación Juan March in Palma de Mallorca.[9]

## Aktivitäten
Die Fundación Juan March unterhält ein umfangreiches und ehrgeiziges Programm von Stipendien zur Förderung von Künstlern und Wissenschaftlern. Sie veranstaltet Ausstellungen, Konferenzen, Vorträge, Kurse und Konzerte. Das Ausstellungsprogramm mit dem Schwerpunkt moderne Kunst gliedert sich in drei Hauptkategorien: Einzelausstellungen internationaler Künstler, thematische Ausstellungen, die Bewegungen oder Epochen gewidmet sind, und pädagogische Ausstellungen, die sich besonders an Schulkinder richten.

## Leitung
Präsident der Stiftung ist Juan March Delgado (* 1940), der Enkel des Gründers Juan March Ordinas.
Der Gründer war Präsident der Stiftung bis zu seinem Tod 1962. Danach übernahm sein Sohn Juan March Servera (* 1906) die Präsidentschaft. Nach Juan March Serveras Tod 1973 trat dessen Sohn die Nachfolge an und ist seitdem Präsident (Stand Mai 2024).

## Geschichte

### Bis 1974
Juan March stattete die Stiftung bei der Gründung im Jahr 1955 mit einem Startkapital von 1,2 Millionen US$ im Ausland und umgerechnet rund 2 Millionen Euro in Spanien aus. In den 1960er Jahren kamen weitere Dotierungen in erheblicher Höhe hinzu. Ihr aktuelles Kapital veröffentlicht die Stiftung nicht.
Im Januar 1956 vergab die Stiftung die ersten zehn Premios Fundación Juan March, jeder einzelne dotiert mit 500.000 Pts. Bis 1961 wurden insgesamt 27 dieser Preise vergeben. Einige der so Ausgezeichneten sind Ramón Menéndez Pidal, Julio Rey Pastor, Gregorio Marañón, José María Pemán, Hermenegildo Anglada Camarasa, Azorín, Josep Clarà i Ayats, Ramón Pérez de Ayala und Gerardo Diego. 1959 bis 1962 vergab die Stiftung Literaturpreise an herausragende Schriftsteller, Dichter und Dramatiker der spanischen, katalanischen und galicischen Sprache. 1960 kaufte sie das mittelalterliche Manuskript des Cantar de Mio Cid und schenkte es der spanischen Nationalbibliothek.
Die Stiftung unterstützte Schulen, Kulturzentren im ländlichen Raum, Alten- und Pflegeheime und Kliniken. Ein Schwerpunkt lag auf den Einrichtungen für Kinder, beispielsweise dem Hospital Mariola la Asunción in Alicante, und der Tuberkulose-Prävention bei Kindern. 1970 wurde dazu das neurobiologische Forschungsinstitut Flor de Maig in Barcelona gegründet. 1972 wurde ein Förderprogramm zur Ausbildung von Biologen und Soziologen an ausländischen Zentren aufgelegt.
Seit den Anfängen bis in die 1980er Jahre gründete die Stiftung diverse Initiativen zur Förderung der Wissenschaft und der Kunst und begründete dafür rund 5.800 Stipendien. Im Programm Memorias de la Fundación sind die Anfänge und Karrieren einer Reihe von Stipendiatinnen und Stipendiaten aufgezeichnet. Die Stiftung unterstützte den Erhalt von Kulturdenkmalen, beispielsweise die Restaurierung der Fassade des Monasterio de Ripoll und der Kirche Santa María de la Caridad in Tulebras und die Wiederherstellung des Altarretabels in der Kathedrale von Sevilla.
1973 begann mit der Ausstellungsserie Arte 73 die Organisation und der Betrieb von Kunstausstellungen. 1974 wurde Bau der Zentrale in der Calle Castelló 77 in Madrid begonnen. Das von dem Architekten José Luis Picardo entworfene Gebäude wurde 1975 fertiggestellt.

### 1975–1985

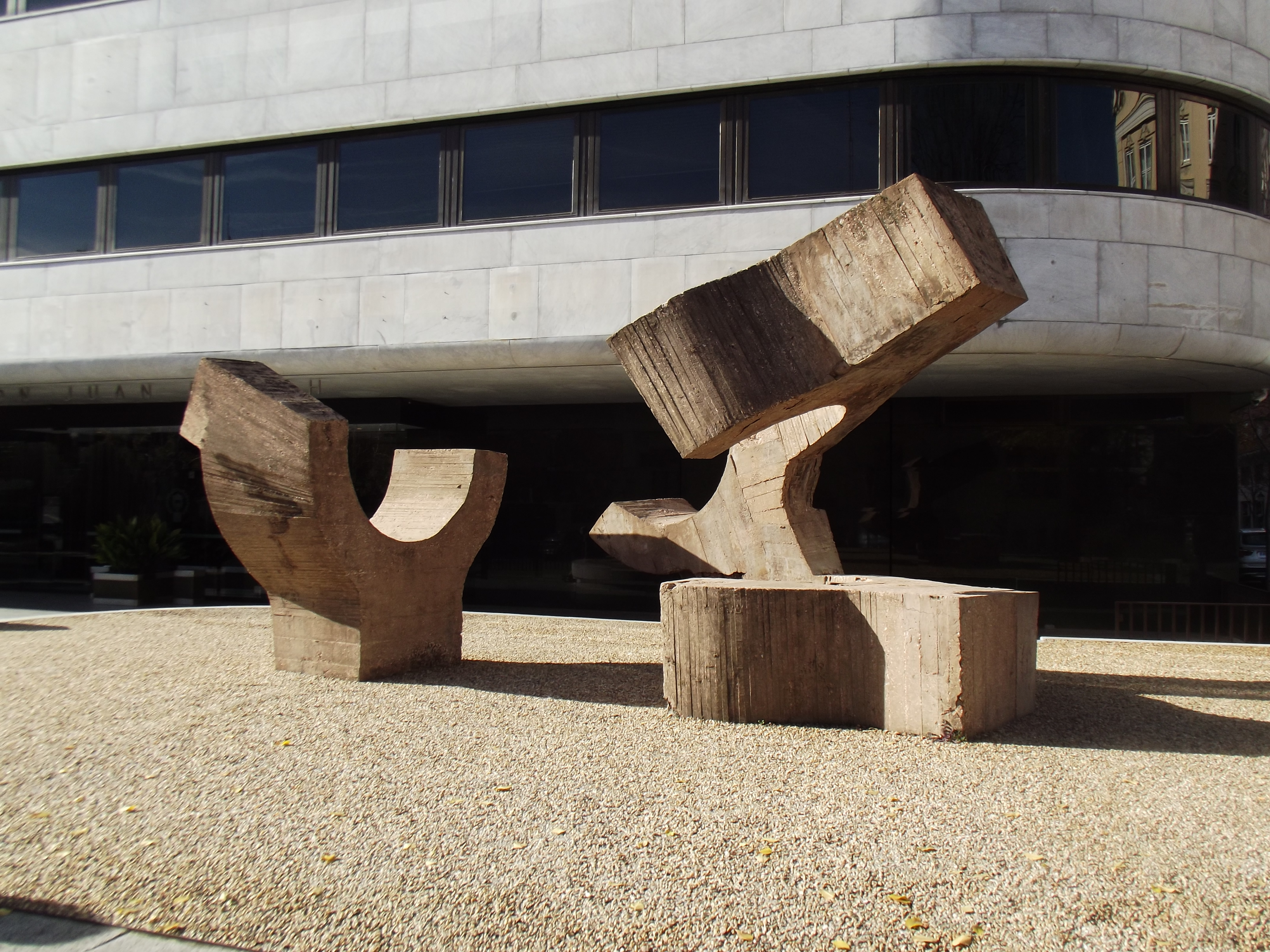
Skulptur Lugar de Encuentros vor dem Stiftungsgebäude

Mit der Fertigstellung des neuen Zentralgebäudes entwickelte sich die Stiftung von einer Organisation, die vorwiegend Mittel an andere Projektträger und Stipendien vergab, zu einer operativen Organisation, die selbstständig Projekte vorantrieb. Sie organisierte Ausstellungen, Konzerte und Konferenzen und schuf Bibliotheken. Die Ausstellungsserie Arte 73 mit Stipendiatinnen und Stipendiaten der Stiftung wurde bis 1982 fortgesetzt. Danach folgten eine Werkschau von Julio González und die Ausstellung Arte Español Contemporáneo im Gebäude der Stiftung in Madrid. Mit der Ausstellung von Werken von Oskar Kokoschka in Anwesenheit des Künstlers begann 1975 die Ausweitung des Programms auf internationale Künstler. 1977 veranstaltete die Stiftung die erste Ausstellung von Pablo Picasso in Spanien seit dessen Emigration 1936. Es folgten Einzelausstellungen von Francis Bacon, Robert und Sonia Delauyney, Robert Motherwell und Robert Rauschenberg sowie von bekannten Künstlern der klassischen Moderne wie Henri Matisse, Roy Lichtenstein und Paul Klee. Eine Ausstellung mit Kupferstichen von Francisco Goya bereiste Japan, Lateinamerika und mehrere europäische Länder.
Parallel veranstaltete die Stiftung Inszenierungen zeitgenössischer spanischer Musik, Konzerten mit jungen Musikern und mit Werken bekannter spanischer Komponisten wie Pau Casals, Rodolfo Halffter, Joaquín Rodrigo und anderen.
Die ersten Konferenzen beschäftigten sich mit den Themen Jugend und Frauen, beispielsweise im April 1975 die Konferenz La mujer en la sociedad del futuro mit Betty Friedan als Hauptrednerin. Wissenschaftliche Konferenzen fanden zunächst zu den Fächern Biologie und Soziologie und zur zeitgenössischen spanischen Literatur statt, 1985 gefolgt von einem breiten Spektrum an Fächern, unter anderem Philosophie, Medizin, Politik und Geschichte. Zudem vergab die Stiftung Stipendien an Studierende im In und Ausland.
1978 ließ die Stiftung einen Neubau für das Museo Abstracto de Arte Español in Cuenca errichten. Es war 1966 von dem Künstler  Fernando Zóbel gegründet worden. 1981 schenkte der Künstler seine gesamte Sammlung moderner Kunst aus den 1950er und 1960er Jahren der Stiftung.
Zum 25-jährigen Jubiläum 1980 bezeichnete die Tageszeitung El País die Fundación Juan March als „eine der führenden Stiftungen ihrer Art weltweit“.

### 1986–2005
Unter der Schirmherrschaft der Stiftung wurde 1987 das Centro de estudios avancados en sciencias sociales (CEACS) gegründet. 1988 wurde das Centro de Reuniones Internacionales sobre Biología gegründet.
Die Förderung der spanischen Musik wurde fortgesetzt mit Konzerten für Neue Musik und für junge Komponistinnen und Komponisten. Seit 1994 werden Konzerte der Stiftung regelmäßig im spanischen Radiosender RNE übertragen.
Im Bereich Bildende Kunst organisierte die Stiftung eine Ausstellung von Künstlern der Gruppe El Paso. Mehr als 100.000 Besucher sahen die erste Ausstellung von Edward Hopper in Spanien. Eine weitere Ausstellung in Madrid war David Hockney gewidmet. Der Künstler reiste dazu eigens nach Spanien. Auch für Georgia O’Keeffe organisierte die Stiftung die erste große Ausstellung in Spanien. 1987 zeigte die Stiftung die bis dahin umfassendste Anthologie von Mark Rothko, die zuvor in der Tate Gallery in London ausgestellt war. 1990 richtete die Stiftung in einem Herrenhaus aus dem 17. Jahrhundert in Palma de Mallorca das Museu Fundació Joan March ein. Es beherbergt seitdem eine Sammlung moderner Kunst.
Ihr 50-jähriges Bestehen im Jahr 2005 feierte die Stiftung mit einem breit angelegten Festprogramm mit Veranstaltungen zu Musik, Kunst, Soziologie und Politikwissenschaft, Literatur, Biologie, Philosophie. In den Museen in Cuenca und Palma waren unter anderem Werke von Wassily Kandinsky, Max Beckmann, Egon Schiele und Roy Lichtenstein zu sehen. In Madrid präsentierte die Stiftung in der Ausstellung Celebración del arte Werke herausragender Künstler ab 1860, beginnend mit Édouard Manet, Edgar Degas, Paul Cézanne über Pablo Picasso, Wassily Kandinsky, Francis Bacon, Paul Klee bis hin zu einem Fresko von Robert Rauschenberg. Die Ausstellung wurde eröffnet mit einer Aufführung von Modest Mussorgskys Klavierkomposition Bilder einer Ausstellung.

### Seit 2006

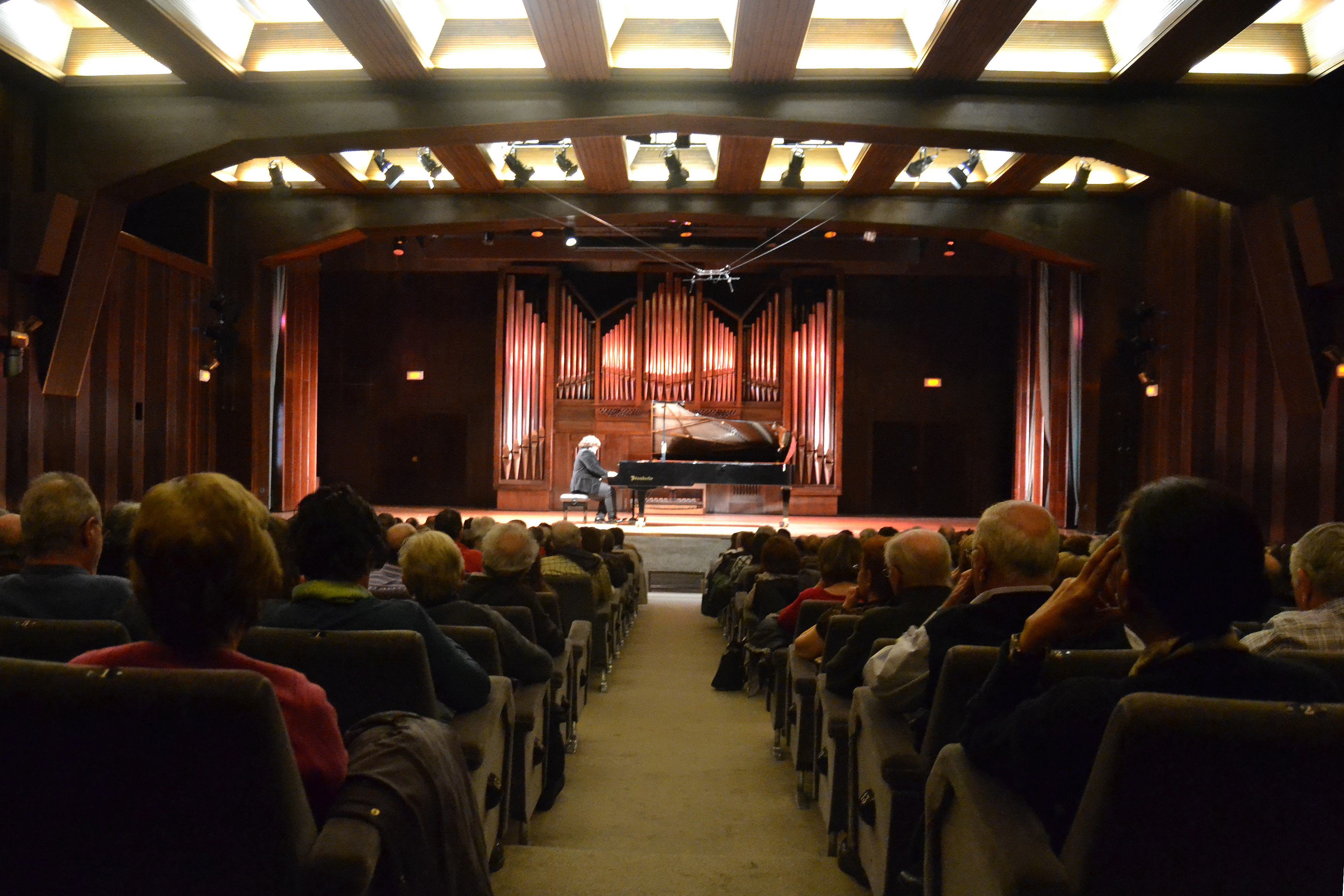
Konzert mit Ambrosio Valero bei der Fundación Juan March

2006 zeichnete der Bürgermeister der Stadt Madrid die Stiftung für ihre Verdienste um die städtische Gesellschaft mit der Goldmedaille der Stadt aus.
Beginnend mit diesem Jahr modernisierte die Stiftung ihre Konferenz-, Veranstaltungs- und Förderprogramme und weitete sie aus. Auch die Einrichtungen wurden modernisiert. Unter anderem erfuhr der Ausstellungssaal im madrilenischen Stammhaus 2009 eine Renovierung. Das Magazin der Stiftung und das Museum in Cuenca wurden 2016 erneuert und erweitert. 2015 wurde im Stammhaus ein musikalisches Kammertheater eröffnet.
2015 ging des CEACS im Instituto Carlos III-Juan March (IC3JM) auf. Sowohl das CEACS als auch das IC3JM boten und bieten Master- und Promotionsstudiengänge sowie Post-Graduierten-Studien in den Sozialwissenschaften an. Eine Reihe von Absolventen sind inzwischen angesehene Forschende und Lehrende an Universitäten im Ausland.
2008 begann die Stiftung damit, ihre Konferenzen im Internet im Format Canal March zu veröffentlichen. Seit 2014 sind sämtliche Kataloge der Stiftung im Internet verfügbar. Ihr 60-jähriges Jubiläum feierte die Stiftung im Herbst 2015 mit einem breit gefächerten Programm von 150 Konzerten bei freiem Eintritt. 2018 wurde in der Bibliothek der Stiftung das DataLab eingerichtet. Es dient zur Organisation und Verbreitung des Wissens in digitaler Form, das sich aus den Beständen der Bibliothek und aus anderen Bereichen der Stiftung ergibt.